# ديفيد داكو
ديفيد داكو (24 مارس 1930 - 20 نوفمبر 2003) أول رئيس لجمهورية أفريقيا الوسطى من 14 أغسطس 1960 إلى 1 يناير 1966 ، والرئيس الثالث من 21 سبتمبر 1979 إلى 1 سبتمبر 1981. بعد الانقلاب الذي قاده الجنرال أندريه كولينغبا، واصل مسيرته المهنية كسياسي معارض ومرشح رئاسي مع العديد من المؤيدين الموالين له. كان داكو شخصية سياسية مهمة في البلاد لأكثر من 50 عامًا.

## روابط خارجية
- ديفيد داكو على موقع الموسوعة البريطانية (الإنجليزية)
- ديفيد داكو على موقع مونزينجر (الألمانية)
- Encyclopædia Britannica David Dacko

| المناصب السياسية                 | المناصب السياسية    | المناصب السياسية     |
| -------------------------------- | ------------------- | -------------------- |
| سبقه برتلماي بوغندا              | قالب:Nowr 1959–1960 | Office abolished     |
| منصب مُستحدث                      | قالب:Nowr 1960–1966 | تبعه جان بيدل بوكاسا |
| سبقه Jean-Bédel Bokassa كEmperor | قالب:Nowr 1979–1981 | تبعه André Kolingba  |